# Hersin-Coupigny
Hersin-Coupigny est une commune française située dans le département du Pas-de-Calais en région Hauts-de-France. Ses habitants sont appelés les Hersinois. La commune est membre de la communauté d'agglomération de Béthune-Bruay, Artois-Lys Romane.
La commune d'Hersin-Coupigny (nom officiel depuis 1801), située dans le sud-est du département du Pas-de-Calais, à 9 km, à vol d'oiseau, au sud de la commune de Béthune, est une commune du bassin minier du Nord-Pas-de-Calais. C'est une commune de type ceinture urbaine selon l'Insee, appartenant à l'unité urbaine de Douai-Lens, avec une population de 6 098 habitants au dernier recensement de 2022, elle a connu un pic de population en 1962 avec 8 688 habitants.
L'histoire de la commune est étroitement liée à l'exploitation du charbon. La cité pavillonnaire de la Loisne et la cité-jardin no 9 à Barlin et Hersin-Coupigny sont inscrites sur la liste du patrimoine mondial de l’UNESCO du bassin minier du Nord-Pas-de-Calais.
À la suite de la Première Guerre mondiale, la commune est décorée de la croix de guerre 1914-1918.

## Géographie

### Localisation
Localisée dans le sud-est du département du Pas-de-Calais, Hersin-Coupigny est une commune située, à vol d'oiseau, à 9 km au sud de la commune de Béthune (chef-lieu d'arrondissement).
Le territoire de la commune est limitrophe de ceux de six communes.
Les communes limitrophes sont Nœux-les-Mines, Sains-en-Gohelle, Servins, Barlin, Bouvigny-Boyeffles et Fresnicourt-le-Dolmen.

### Géologie et relief
La superficie de la commune est de 12,02 km2 ; son altitude varie de 46  à   186 m.

### Hydrographie
Le territoire de la commune est situé dans le bassin Artois-Picardie.
C'est dans la commune que deux cours d'eau prennent leur source : 
- la Loisne amont, cours d'eau naturel de 10,52 km, et qui se jette dans le canal de Beuvry au niveau de la commune de Beuvry[4] ;
- le ruisseau de la Fontaine de Bray, un cours d'eau naturel de 12 km, et qui se jette dans le Canal d'Aire à La Bassée au niveau de la commune de Festubert[5].

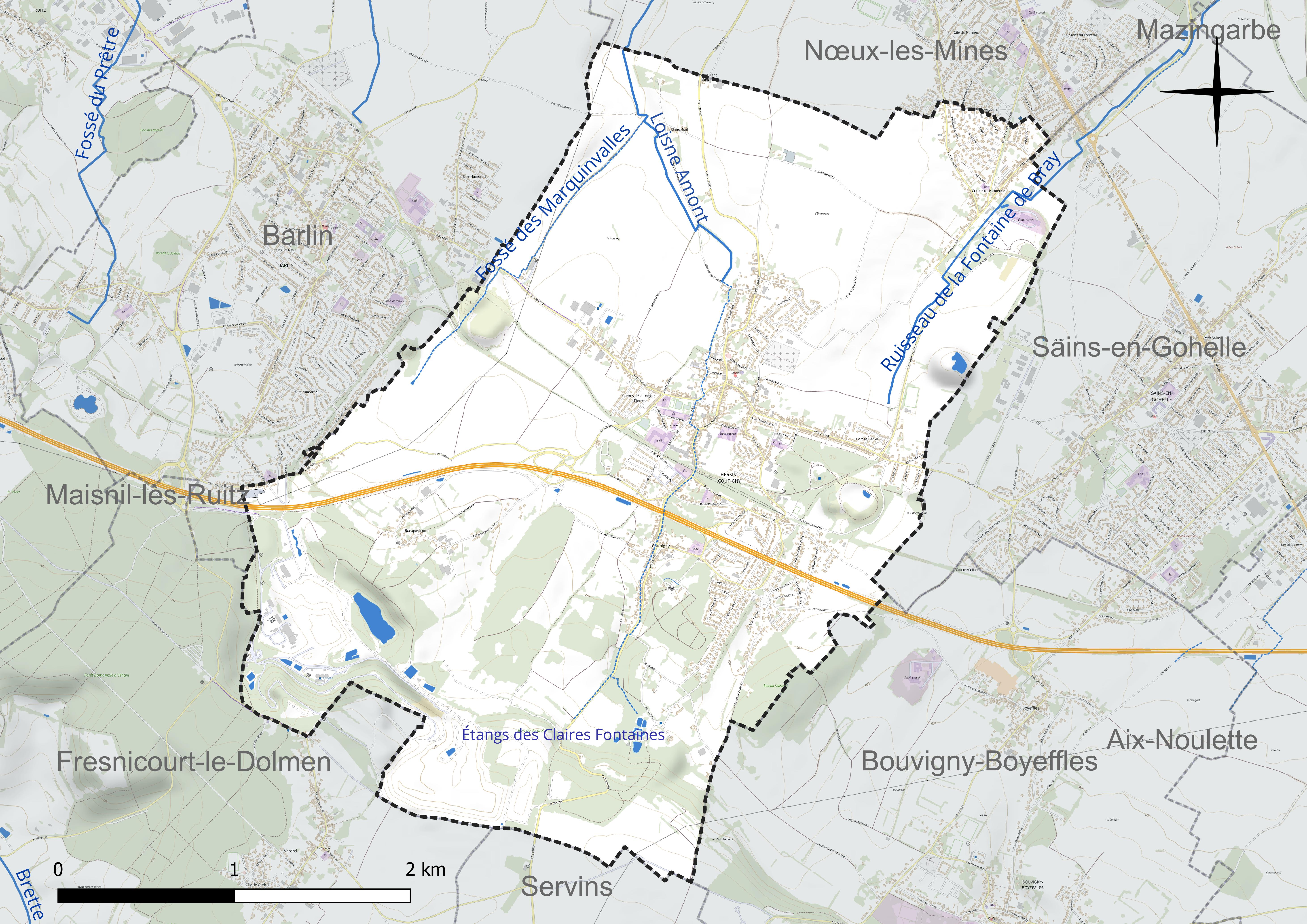
Réseau hydrographique d'Hersin-Coupigny.

### Climat
Pour des articles plus généraux, voir Climat des Hauts-de-France et Climat du Pas-de-Calais.
En 2010, le climat de la commune est de type climat océanique altéré, selon une étude du CNRS s'appuyant sur une série de données couvrant la période 1971-2000. En 2020, Météo-France publie une typologie des climats de la France métropolitaine dans laquelle la commune est exposée à un climat océanique et est dans la région climatique Côtes de la Manche orientale, caractérisée par un faible ensoleillement (1 550 h/an) ; forte humidité de l’air (plus de 20 h/jour avec humidité relative > 80 % en hiver), vents forts fréquents.
Pour la période 1971-2000, la température annuelle moyenne est de 10,2 °C, avec une amplitude thermique annuelle de 13,8 °C. Le cumul annuel moyen de précipitations est de 893 mm, avec 12,6 jours de précipitations en janvier et 9 jours en juillet. Pour la période 1991-2020, la température moyenne annuelle observée sur la station météorologique la plus proche, située sur la commune de Lillers à 18 km à vol d'oiseau, est de 11,1 °C et le cumul annuel moyen de précipitations est de 731,5 mm,. Pour l'avenir, les paramètres climatiques de la commune estimés pour 2050 selon différents scénarios d'émission de gaz à effet de serre sont consultables sur un site dédié publié par Météo-France en novembre 2022.

### Milieux naturels et biodiversité

#### Zones naturelles d'intérêt écologique, faunistique et floristique
L’inventaire des zones naturelles d'intérêt écologique, faunistique et floristique (ZNIEFF) a pour objectif de réaliser une couverture des zones les plus intéressantes sur le plan écologique, essentiellement dans la perspective d’améliorer la connaissance du patrimoine naturel national et de fournir aux différents décideurs un outil d’aide à la prise en compte de l’environnement dans l’aménagement du territoire.
Le territoire communal comprend deux ZNIEFF de type 1 :
- le coteau d'Ablain-St-Nazaire à Bouvigny-Boyeffles et bois de la Haie. Ce site est composé d’une mosaïque de végétations neutrophiles à calcicoles sur un relief fortement marqué par la présence de vastes coteaux crayeux du Sénonien et du Turonien au nord d’Ablain-St-Nazaire[12] ;
- le Coteau et la forêt domaniale d'Olhain. Cette ZNIEFF est située au niveau de la première ligne de crête de la partie nord des collines de l'Artois[13].

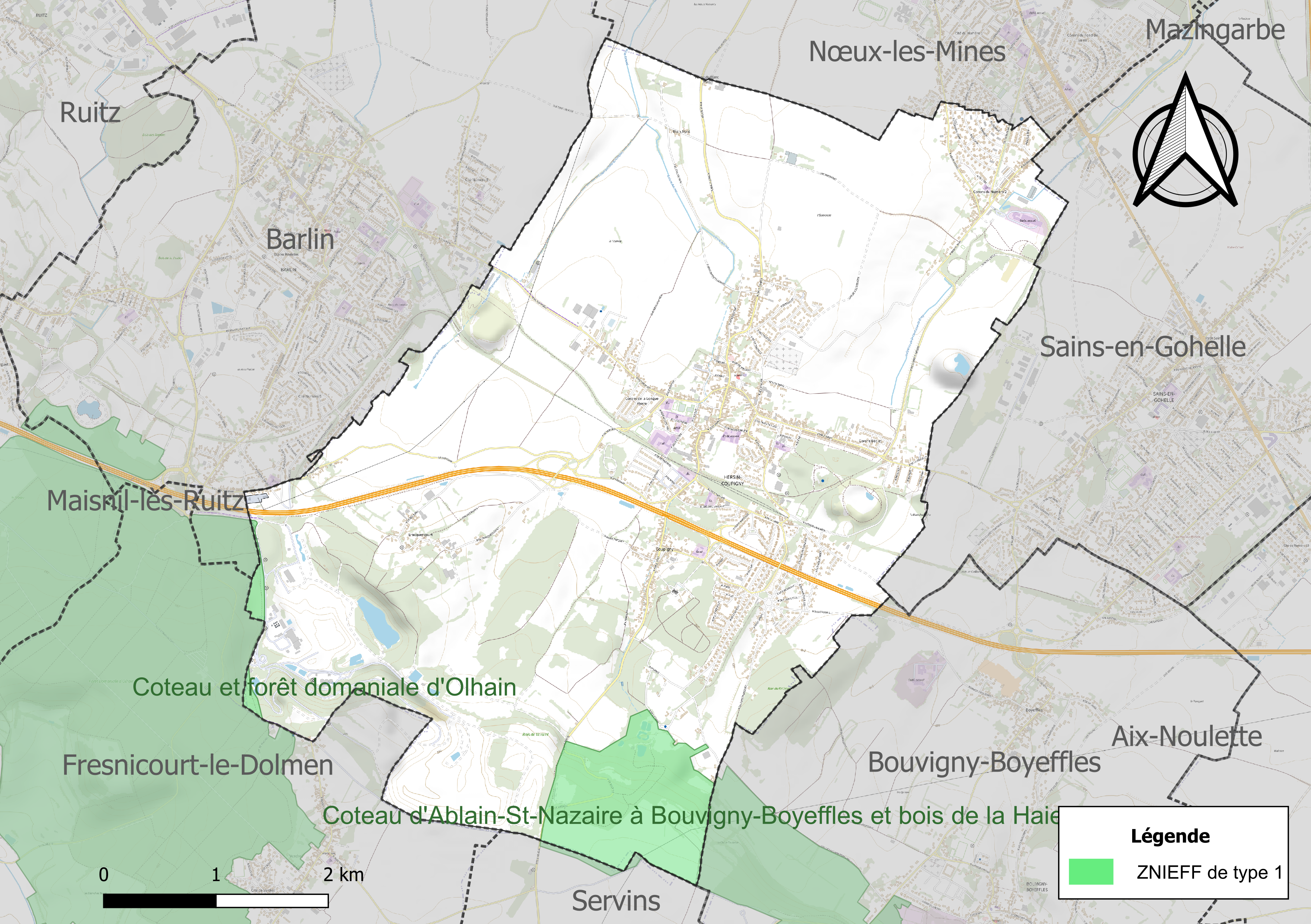
Carte des ZNIEFF sur la commune.

#### Espèces faunistiques et floristiques
L’Inventaire national du patrimoine naturel (INPN) recense plusieurs espèces faunistiques et floristiques sur le territoire de la commune dont certaines sont protégées et d’autres menacées et quasi-menacées.

## Urbanisme

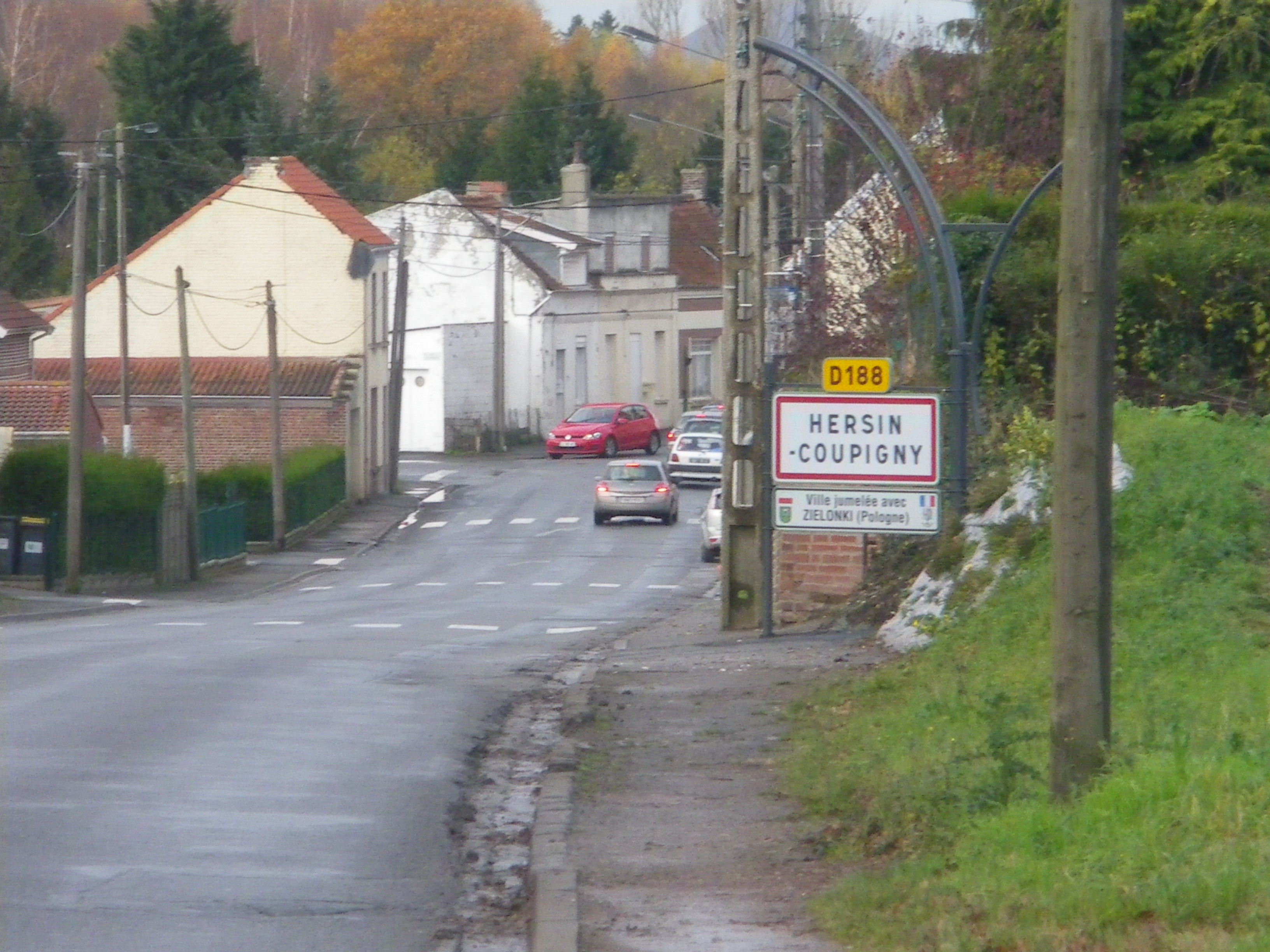
Entrée de la commune, depuis Sains-en-Gohelle.

### Typologie
Au 1er janvier 2024, Hersin-Coupigny est catégorisée ceinture urbaine, selon la nouvelle grille communale de densité à sept niveaux définie par l'Insee en 2022.
Elle appartient à l'unité urbaine de Béthune, une agglomération inter-départementale regroupant 94  communes, dont elle est une commune de la banlieue,,. Par ailleurs la commune fait partie de l'aire d'attraction de Lens - Liévin, dont elle est une commune de la couronne,. Cette aire, qui regroupe 50 communes, est catégorisée dans les aires de 200 000 à moins de 700 000 habitants,.

### Occupation des sols
L'occupation des sols de la commune, telle qu'elle ressort de la base de données européenne d’occupation biophysique des sols Corine Land Cover (CLC), est marquée par l'importance des territoires agricoles (54,5 % en 2018), une proportion sensiblement équivalente à celle de 1990 (54,6 %). La répartition détaillée en 2018 est la suivante : 
terres arables (45,2 %), zones urbanisées (20,1 %), forêts (13,9 %), mines, décharges et chantiers (9,2 %), prairies (6,1 %), zones agricoles hétérogènes (3,2 %), espaces verts artificialisés, non agricoles (2,2 %). L'évolution de l’occupation des sols de la commune et de ses infrastructures peut être observée sur les différentes représentations cartographiques du territoire : la carte de Cassini (XVIIIe siècle), la carte d'état-major (1820-1866) et les cartes ou photos aériennes de l'IGN pour la période actuelle (1950 à aujourd'hui).

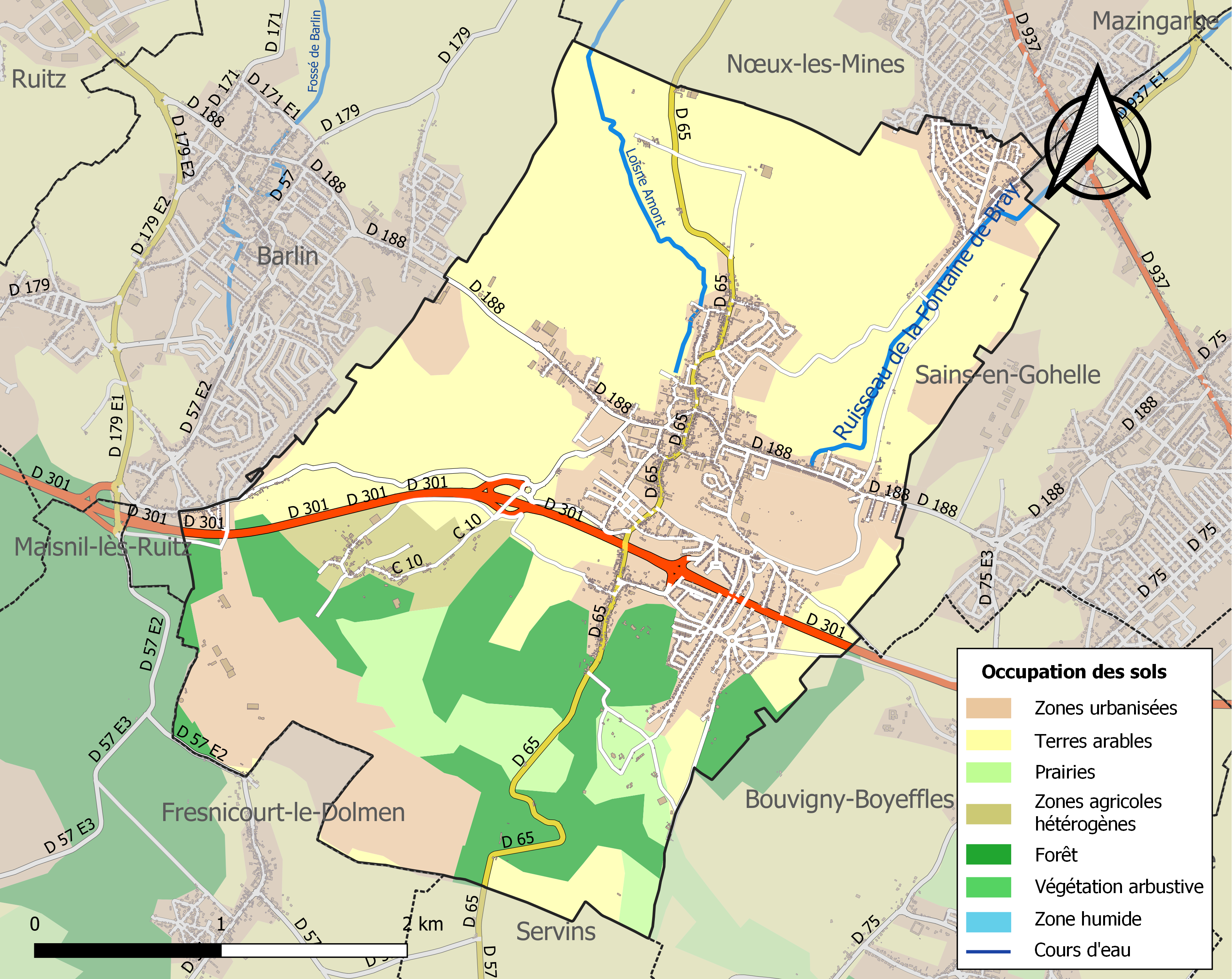
Carte des infrastructures et de l'occupation des sols de la commune en 2018 (CLC).

### Logement
En 2021, le nombre total de logements dans la commune était de 2 706, alors qu'il était de 2 625 en 2015 et de 2 593 en 2010
, soit une progression du nombre total de logements de 4,4 % depuis 2010.
Parmi ces 2 706 logements, 93,6 % étaient des résidences principales, (soit 2 532 logements), 0,4 % des résidences secondaires et 6,0 % des logements vacants. Ces logements étaient pour 93,7 % d'entre eux des maisons individuelles et pour 6,1 % des appartements.
Sur les 2 532 résidences principales, 51,8 % sont occupées par des propriétaires, 46,5 % par des locataires et 1,8 % par des personnes logées gratuitement.
Le tableau ci-dessous présente la typologie des logements à Hersin-Coupigny en 2021 en comparaison avec celle du Pas-de-Calais et de la France entière. Une caractéristique marquante du parc de logements est ainsi la faible proportion des résidences secondaires et logements occasionnels (0,4 %) par rapport au département (6,5 %) et à la France entière (9,7 %) ainsi que d'une proportion de logements vacants (6,0 %) inférieure à celle du département (7,3 %) et de la France entière (8,1 %).
| Typologie                                               | Hersin-Coupigny | Pas-de-Calais | France entière |
| ------------------------------------------------------- | --------------- | ------------- | -------------- |
| Résidences principales (en %)                           | 93,6            | 86,1          | 82,2           |
| Résidences secondaires et logements occasionnels (en %) | 0,4             | 6,5           | 9,7            |
| Logements vacants (en %)                                | 6,0             | 7,3           | 8,1            |

### Voies de communication et transports

#### Transport ferroviaire
La commune était située sur la ligne de Bully - Grenay à Brias, une ancienne ligne de chemin de fer qui reliait, de 1875 à 1990, Bully-les-Mines à Brias.

## Toponymie

### Hersin
Le nom de la localité est attesté sous les formes Hersign (1152) ; Hersim (XIIe siècle) ; Hersin (1215) ; Hersinum (1253) ; Hersins (1253) ; Hersaing (1303) ; Hersing (1310) ; Herchin (1315) ; Hiersin (1316) ; Herssin (1530) ; Hersin en 1793 ; Hersin et Hersin-Coupigny depuis 1801.

### Coupigny
Coupigny est attesté sous les formes Cupegni (1072) ; Coupegni (vers 1159) ; Cupeni (1165) ; Copegni (1169-1191) ; Copignis (XIIe siècle) ; Copigni (1226) ; Coupeigni (1227) ; Couppigni (1248) ; Coupegne (1250) ; Copogni, Coupogni (1265) ; Coupigny (1299) ; Coupegny (1318) ; Couppegny (1340) ; Couppigny (XIVe siècle) ; Coupigny-en-Hersin (1575).

## Histoire

### Avant la Révolution française
Coupigny a donné son nom à une grande famille noble de l'Artois.
Thibaut de Lameth, seigneur de Saint-Martin-en-Artois, sur la commune actuelle d'Hersin-Coupigny, combat et trouve la mort lors de la bataille d'Azincourt en 1415.[pertinence contestée]
Pendant la Première Guerre mondiale, des troupes ont pris leur cantonnement en janvier 1915 sur Gavion, ancien village inclus dans Hersin et sur Hersin même en provenance d'Ohlain. Le 1er février 1915, une revue des troupes a lieu aux environs d'Hersin, à l'occasion d'une remise de légion d'honneur; le 15 février intervient une nouvelle cérémonie de même type: revue des troupes, remise de légion d'honneur, remise de médaille militaire. En mai 1915, de nouvelles troupes ont séjourné sur Hersin, Bracquencourt (relevant d'Hersin). En août 1915, c'est au tour de Coupigny, et à nouveau de Bracquencourt de recevoir des soldats en cantonnement.

#### Famille de Coupigny
La famille de Coupigny est une très ancienne famille noble de France. Un des descendants prétendait qu'elle aurait vendu en 1220 au roi Philippe Auguste le comté d'Alençon qu'elle possédait, mais cette affirmation parait inexacte. Elle est établie en Flandre-Artois depuis 1357, a toujours eu ses entrées aux États d'Artois, a noué alliance avec les plus anciennes maisons de la province et plusieurs filles de la famille sont entrées dans des chapitres nobles.
- Mallet de Coupigny est amiral de France en 1393. Il appartient à une des plus anciennes maisons d'Artois, ayant possédé de grandes terres et des seigneuries, et dont les ancêtres ont été qualifiés de vicomte et de baron vers 1350[23].
- Jacques de Coupigny, seigneur de Coupigny est grand maître d'hôtel de l'empereur en 1414[23].
- Baudot de Coupigny, héritier de la maison de Coupigny, est honoré de l'ordre de la Toison d'Or vers 1483[23].
- Charles de Coupigny a été gouverneur des ville et château de Béthune[23].
- Louis de Coupigny a été en 1669 député des États d'Artois vers le roi Louis XIV et en a reçu des lettres de chevalerie enregistrées au Conseil d'Artois la même année[23].
- Maximilien-Charles de Coupigny, petit-fils de Louis, seigneur d'Hénu et de Warlincourt bénéficie en 1722 du titre de comte à la suite de l'érection de la terre d'Hénu en comté. Comme ses prédécesseurs, il a ses entrées aux États d'Artois[23].
- Charles-François-Joseph Malet de Coupigny bénéficie en août 1765 de lettres données à Choisy, érigeant la terre de Louverval (Doignies) en comté sous le nom de comté de Malet de Coupigny[29].
- Constant-Marie-Joseph est comte de Malet de Coupigny, ancien page du duc d'Orléans, alors officier au régiment de Chartres infanterie, est comte de Malet de Coupigny au moment de la Révolution française. Il a épousé Marie-Françoise-Louise-Joseph de Villers- au-Tertre. Leur fille Sophie-Hyacinthe-Joseph de Malet Coupigny épouse à Douai en 1816 Séraphin-Victor-Joseph Du Chambge de Liessart (1777-1825), né à Lille le 21 février 1777, émigré au moment de la Révolution, membre de l'armée des émigrés, dans le régiment français de Dillon infanterie de 1801 à 1806, date à laquelle il rentre en France. À la Restauration, il prend le commandement d'une compagnie dans la première légion des gardes nationales actives de l'arrondissement de Lille. Puis il devient receveur particulier des finances de l'arrondissement de Valenciennes. Il meurt à Douai le 25 avril 1825. Il était le fils de Charles-Louis-Philippe Du Chambge de Liessart, chevalier, seigneur de Liessart (sur Béclers), Frévillers, conseiller du roi en ses conseils, premier président du bureau des finances de la généralité de Lille, grand bailli du Hainaut, commissaire du roi pour l'audition et l'arrêté des comptes des États de Lille, Douai, Orchies, émigré en 1791, et d'Isabelle-Ernestine-Joseph le Maistre d'Anstaing. Sophie-Hyacinthe-Joseph de Malet Coupigny devenue veuve épouse en 1828 Dominique-Jean-Constantin, marquis Doria, garde du corps du roi Charles X. Elle meurt à Douai le 16 janvier 1852[30].
- Valentin Charles Hubert Malet de Coupigny est député sous la Restauration après la chute de Napoléon Ier.

### Depuis la Révolution française

#### Naufrage du Titanic
- Berthe Leroy-Bourlard (1884-1972), rescapée du naufrage du paquebot Titanic (passagère de 1re classe). Née à Hersin-Coupigny dans une maison du coron de la Longue Pierre. Fille de mineur, elle est placée à Paris chez de riches industriels. En 1910, elle entre au service de Walter Donald Douglas (cofondateur de la compagnie de céréales Quaker Oats, il périt dans le naufrage) et de son épouse Mahala Dutton-Douglas qui l'engagea parce qu'elle désirait perfectionner son français. Alors qu'elle dormait dans sa cabine sur le Titanic, elle fut réveillée par un grand bruit sourd, elle cru à un orage. Son témoignage : " J'arrivai sur le pont au moment où le navire s'apprêtait à sombrer. Je crois bien que je fus l'une des dernières à le quitter. Nous nous retrouvâmes une cinquantaine à bord d'un canot, rien que des femmes et des enfants, à l'exception d'un matelot qui dirigeait la barre. Des hommes s'accrochaient désespérément à la barque prête à chavirer. C'était horrible... Des gens criaient au secours, des enfants hurlaient de peur... Autour de nous, surnageaient une multitude d'épaves et de cadavres. Dans les canots, des femmes criaient : "Priez Dieu". D'autres leur répondaient : "No hope" - "Pas d'espoir". La nuit était calme et claire, le Titanic sombra sans remous, sans tourbillons[31]." Elle se marie en 1929 avec Gaston Bourlard, un ami d'enfance, également natif d'Hersin. Elle servit Madame Douglas jusqu'à son décès survenu en 1945. Ayant pris sa retraite à Béthune, elle est inhumée au cimetière d'Hersin-Coupigny.

#### Première Guerre mondiale
Pendant la Première Guerre mondiale, des soldats français affectés sur le front de l'Artois ont séjourné sur la commune, par exemple en février 1915.
La commune est décorée de la croix de guerre 1914-1918 par décret du 25 septembre 1920, distinction également attribuée à 276 autres communes du Pas-de-Calais.

## Politique et administration

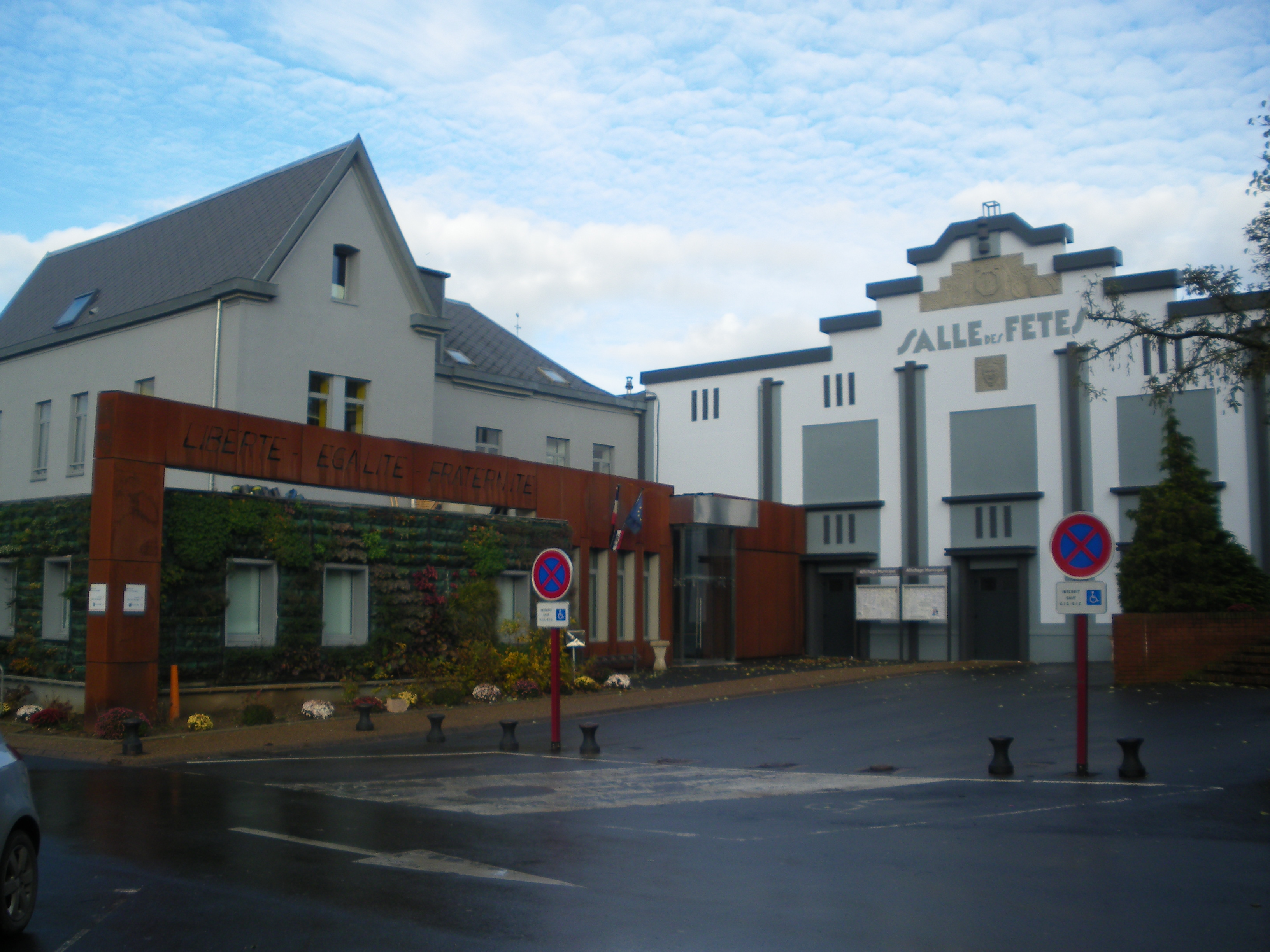
Hersin-Coupigny - Mairie et salle des fêtes

### Découpage territorial
Par arrêté préfectoral du 20 décembre 2016, la commune est détachée le 1er janvier 2017 de l'arrondissement de Lens pour intégrer l'arrondissement de Béthune,.

#### Commune et intercommunalités
La commune est membre de la communauté d'agglomération de Béthune-Bruay, Artois-Lys Romane qui regroupe 100 communes et totalise 275 327 habitants en 2021.

#### Circonscriptions administratives
La commune est rattachée au canton de Nœux-les-Mines.

#### Circonscriptions électorales
Pour l'élection des députés, la commune fait partie de la dixième circonscription du Pas-de-Calais.

### Élections municipales et communautaires

#### Élections municipales 2020
- Maire sortant : Jean-Marc Caramiaux (indépendant)
- 29 sièges à pourvoir au conseil municipal (population légale 2017 : 6 245 habitants)
- 2 sièges à pourvoir au conseil communautaire (CA de Béthune-Bruay, Artois-Lys Romane)

|                |                       |                |              |              |        |        |  |  |  |
| Tête de liste  | Tête de liste         | Liste          | Premier tour | Premier tour | Sièges | Sièges |  |  |  |
| Tête de liste  | Tête de liste         | Liste          | Voix         | %            | CM     | CC     |  |  |  |
|                | Jean-Marie Caramiaux, | DIV            | 1 708        | 72,09        | 25     | 2      |  |  |  |
|                | Gérard Adelaîde       | DVG            | 661          | 27,90        | 4      | 0      |  |  |  |
|                |                       |                |              |              |        |        |  |  |  |
| Inscrits       | Inscrits              | Inscrits       | 4 829        | 100,00       |        |        |  |  |  |
| Abstentions    | Abstentions           | Abstentions    | 2 387        | 49,43        |        |        |  |  |  |
| Votants        | Votants               | Votants        | 2 442        | 50,57        |        |        |  |  |  |
| Blancs et nuls | Blancs et nuls        | Blancs et nuls | 73           | 2,99         |        |        |  |  |  |
| Exprimés       | Exprimés              | Exprimés       | 2 369        | 49,06        |        |        |  |  |  |

#### Liste des maires
| Période                                  | Période          | Identité                          | Étiquette | Qualité |
| ---------------------------------------- | ---------------- | --------------------------------- | --------- | --- |
| Les données manquantes sont à compléter. |                  |                                   |           | |
| 1896                                     | 17 décembre 1919 | Guislain Decrombecque (1871-1950) |           | Agriculteur |
| 18 décembre 1919                         | 18 mai 1935      | Léopold Coustenoble               |           | |
| 19 mai 1935                              | 18 mai 1940      | Georges Duburque                  |           | |
| 19 mai 1940                              | 12 juillet 1941  | François Fardel                   |           | |
| 13 juillet 1941                          | juin 1944        | Émile Tirtaine (1899-1945)        |           | Vétérinaire, résistant OCM Mort en déportation |
| juin 1944                                | 31 août 1944     |                                   |           | Intérim assurée par le premier adjoint |
| 1er septembre 1944                       | 18 février 1945  | Abel Hermetz                      |           | Président du Comité de libération |
| 15 février 1945                          | 30 octobre 1947  | Désiré Legros (1882-1958)         | PCF       | Ouvrier mineur, ancien adjoint au maire |
| 31 octobre 1947                          | 14 mai 1953      | Eugène Lecigne                    |           | |
| 15 mai 1953                              | 21 mars 1959     | Octave Landru                     |           | |
| 22 mars 1959                             | 6 février 1988   | Maurice Andrieux                  | PCF       | Instituteur Député du Pas-de-Calais (10e circ.) (1967 → 1981) Vice-président de l'Assemblée nationale (1978 → 1981) Conseiller général de Liévin-Nord-Ouest (1970 → 1976) Conseiller général de Bully-les-Mines (1976 → 1982) Démissionnaire |
| 7 février 1988                           | 24 juin 1995     | Thérèse Delcourt-Delbecq          | PCF       | Ancienne adjointe au maire |
| 25 juin 1995                             | 15 mars 2008     | Guy Marle                         | PS        | |
| 16 mars 2008                             | En cours         | Jean-Marie Caramiaux              | SE        | Ancien cadre en entreprise publique Réélu pour le mandat 2020-2026 |

## Équipements et services publics

### Justice, sécurité, secours et défense
La commune dépend du tribunal de proximité de Lens, du conseil de prud'hommes de Lens, du tribunal judiciaire de Béthune, de la cour d'appel de Douai, du tribunal de commerce d'Arras, du tribunal administratif de Lille, de la cour administrative d'appel de Douai, du pôle nationalité du tribunal judiciaire de Béthune et du tribunal pour enfants de Béthune.

## Population et société

### Démographie
Les habitants sont appelés les Hersinois.

#### Évolution démographique
L'évolution du nombre d'habitants est connue à travers les recensements de la population effectués dans la commune depuis 1793. Pour les communes de moins de 10 000 habitants, une enquête de recensement portant sur toute la population est réalisée tous les cinq ans, les populations de référence des années intermédiaires étant quant à elles estimées par interpolation ou extrapolation. Pour la commune, le premier recensement exhaustif entrant dans le cadre du nouveau dispositif a été réalisé en 2006.

En 2022, la commune comptait 6 098 habitants, en évolution de −2,21 % par rapport à 2016 (Pas-de-Calais : −0,72 %, France hors Mayotte : +2,11 %).
| 1793 | 1800 | 1806 | 1821  | 1831  | 1836  | 1841  | 1846  | 1851  |
| ---- | ---- | ---- | ----- | ----- | ----- | ----- | ----- | ----- |
| 939  | 913  | 968  | 1 075 | 1 126 | 1 101 | 1 053 | 1 021 | 1 032 |

| 1856  | 1861  | 1866  | 1872  | 1876  | 1881  | 1886  | 1891  | 1896  |
| ----- | ----- | ----- | ----- | ----- | ----- | ----- | ----- | ----- |
| 1 031 | 1 102 | 1 414 | 2 340 | 3 519 | 3 656 | 4 175 | 4 246 | 4 462 |

| 1901  | 1906  | 1911  | 1921  | 1926  | 1931  | 1936  | 1946  | 1954  |
| ----- | ----- | ----- | ----- | ----- | ----- | ----- | ----- | ----- |
| 4 415 | 4 657 | 5 515 | 7 310 | 8 257 | 8 147 | 7 859 | 8 452 | 8 603 |

| 1962  | 1968  | 1975  | 1982  | 1990  | 1999  | 2006  | 2011  | 2016  |
| ----- | ----- | ----- | ----- | ----- | ----- | ----- | ----- | ----- |
| 8 688 | 7 980 | 7 500 | 7 015 | 6 679 | 6 498 | 6 265 | 6 161 | 6 236 |

| 2021  | 2022  | - | - | - | - | - | - | - |
| ----- | ----- | - | - | - | - | - | - | - |
| 6 147 | 6 098 | - | - | - | - | - | - | - |

#### Pyramide des âges
En 2018, le taux de personnes d'un âge inférieur à 30 ans s'élève à 39,1 %, soit au-dessus de la moyenne départementale (36,7 %). À l'inverse, le taux de personnes d'âge supérieur à 60 ans est de 20,9 % la même année, alors qu'il est de 24,9 % au niveau départemental.
En 2018, la commune comptait 3 035 hommes pour 3 228 femmes, soit un taux de 51,54 % de femmes, légèrement supérieur au taux départemental (51,50 %).
Les pyramides des âges de la commune et du département s'établissent comme suit.
| Hommes | Classe d’âge | Femmes |
| ------ | ------------ | ------ |
| 0,2    | 90 ou +      | 0,9    |
| 4,5    | 75-89 ans    | 8,4    |
| 12,6   | 60-74 ans    | 15,0   |
| 20,8   | 45-59 ans    | 19,6   |
| 19,9   | 30-44 ans    | 19,7   |
| 18,1   | 15-29 ans    | 16,7   |
| 23,9   | 0-14 ans     | 19,6   |

| Hommes | Classe d’âge | Femmes |
| ------ | ------------ | ------ |
| 0,5    | 90 ou +      | 1,6    |
| 5,6    | 75-89 ans    | 8,9    |
| 16,7   | 60-74 ans    | 18,1   |
| 20,2   | 45-59 ans    | 19,2   |
| 18,9   | 30-44 ans    | 18,1   |
| 18,2   | 15-29 ans    | 16,2   |
| 19,9   | 0-14 ans     | 17,9   |

## Économie

### Revenus de la population et fiscalité
En 2021, la commune compte 2 484 ménages fiscaux, regroupant 5 977 personnes.
Le revenu fiscal médian par ménage, le taux de pauvreté des ménages et la part des ménages fiscaux imposés de la commune, du département du Pas-de-Calais et de la métropole sont les suivants :
- le revenu fiscal médian par ménage de la commune est de 19 750 €, inférieur à celui du département du Pas-de-Calais (20 720 €) et inférieur à celui de la France métropolitaine (23 080 €)[Insee 6],[Insee 7],[Insee 8] ;
- le taux de pauvreté des ménages de la commune est de 22 %, de 18,4 % au niveau du département et de 14,9 % au niveau de la métropole[Insee 9],[Insee 10],[Insee 11] ;
- la part des ménages fiscaux imposés dans la commune est de 39 %, de 44,1 % au niveau du département et de 53,4 % au niveau de la métropole[Insee 6],[Insee 7],[Insee 8].

### Emploi
|                       | 2011   | 2016   | 2022   |
| --------------------- | ------ | ------ | ------ |
| Commune               | 18,1 % | 19,2 % | 12,9 % |
| Département           | 11,3 % | 13,7 % | 11,2 % |
| France métropolitaine | 11,6 % | 13,7 % | 11,7 % |

En 2022, la population âgée de 15 à 64 ans s'élève à 3 829 personnes, parmi lesquelles on compte 71,1 % d'actifs (61,9 % ayant un emploi et 9,2 % de chômeurs) et 28,9 % d'inactifs,. En 2022, le taux de chômage communal (au sens du recensement) des 15-64 ans est supérieur à celui du département et supérieur à celui de la France métropolitaine.
La commune fait partie de la couronne de l'aire d'attraction de Lens - Liévin, du fait qu'au moins 15 % des actifs travaillent dans le pôle,. Elle compte 1 122 emplois en 2022, contre 1 015 en 2016 et 929 en 2011. Le nombre d'actifs ayant un emploi résidant dans la commune est de 2 397, soit un indicateur de concentration d'emploi de 46,8 et un taux d'activité parmi les 15 ans ou plus de 56,7 %.
Sur ces 2 397 actifs de 15 ans ou plus ayant un emploi, 2 041 travaillent dans la commune, soit 85 % des habitants. Pour se rendre au travail, 91,0 % des habitants utilisent une voiture, un camion ou une fourgonnette, 1,8 % les transports en commun, 4,4 % s'y rendent en deux-roues motorisé, à vélo ou à pied et 3,0 % n'ont pas besoin de transport (travail au domicile).

## Culture locale et patrimoine

### Lieux et monuments

#### Patrimoine mondial
Depuis le 30 juin 2012, la valeur universelle et historique du bassin minier du Nord-Pas-de-Calais est reconnue et inscrite sur la liste du patrimoine mondial de l’UNESCO. Parmi les 353 sites, répartis sur 109 lieux inclus dans le périmètre du bassin minier, le site no 89 est constitué de la cité pavillonnaire de la Loisne et de la cité-jardin no 9 à Barlin et Hersin-Coupigny, ces éléments ont été bâtis pour la fosse no 9 - 9 bis des mines de Nœux ; le site no 88 est constitué de la cité-jardin no 1 nouvelle, cette dernière étant également en partie située sur le territoire de Nœux-les-Mines,.

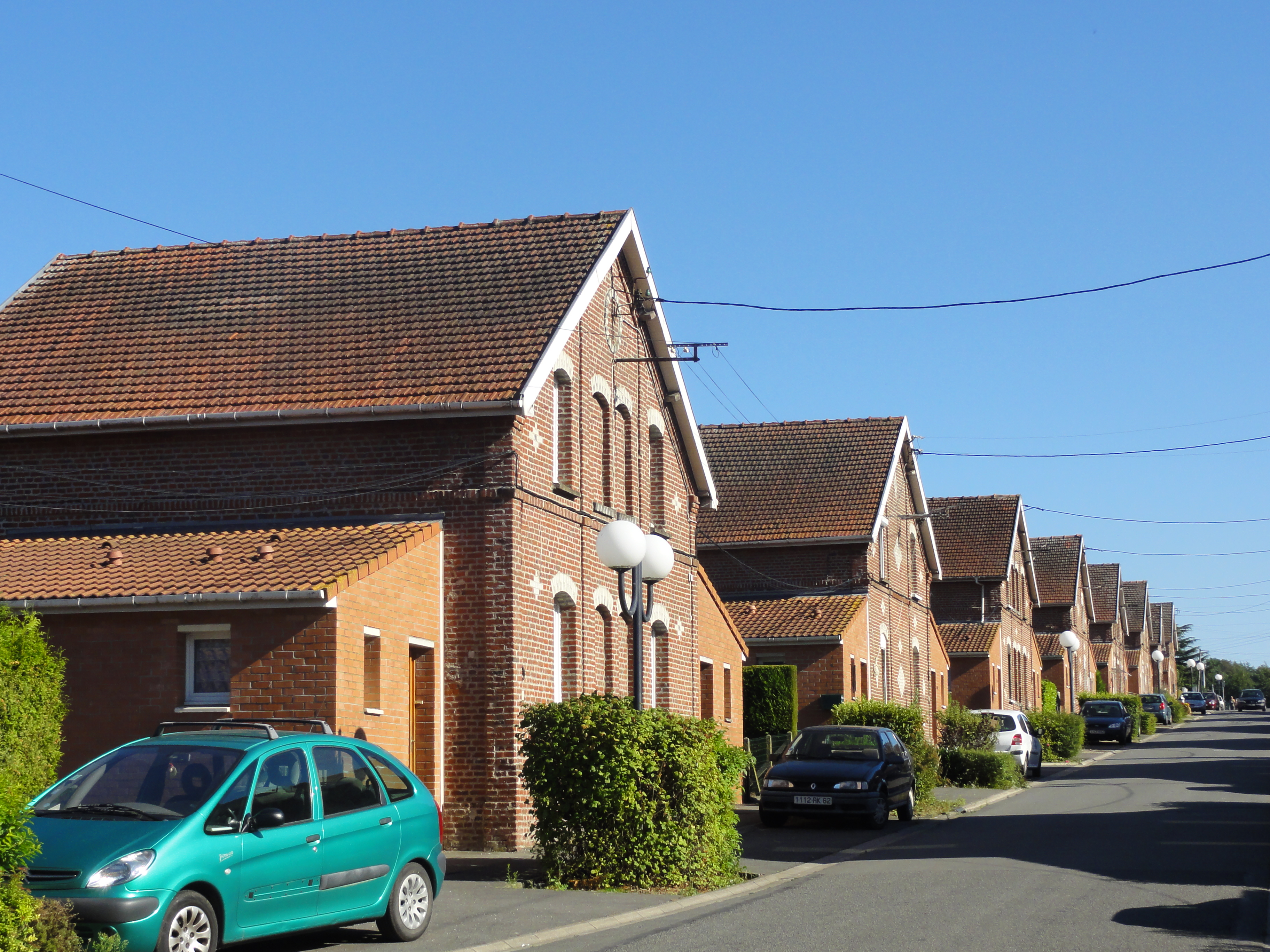
La cité no 9.
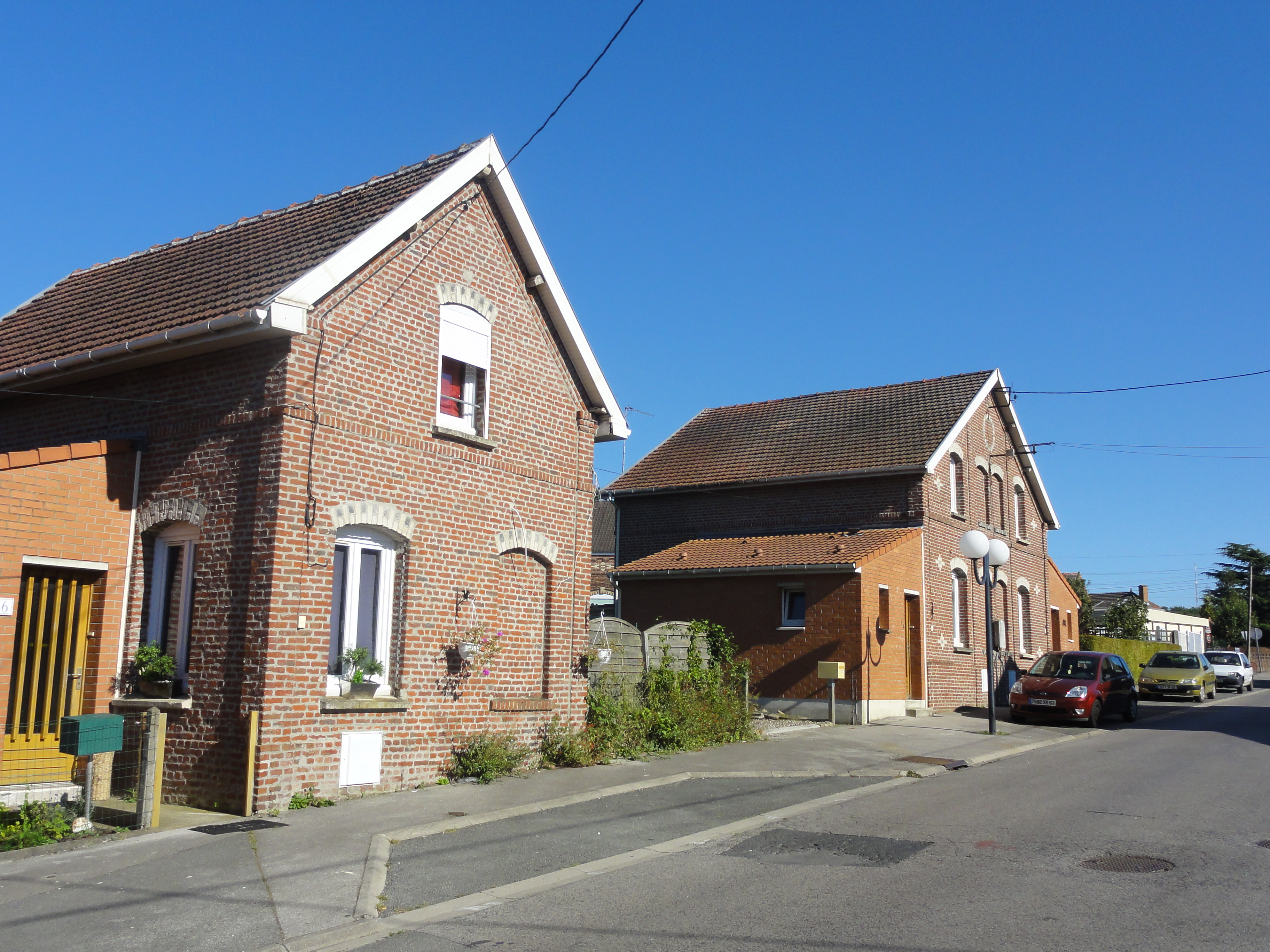
La cité no 9.
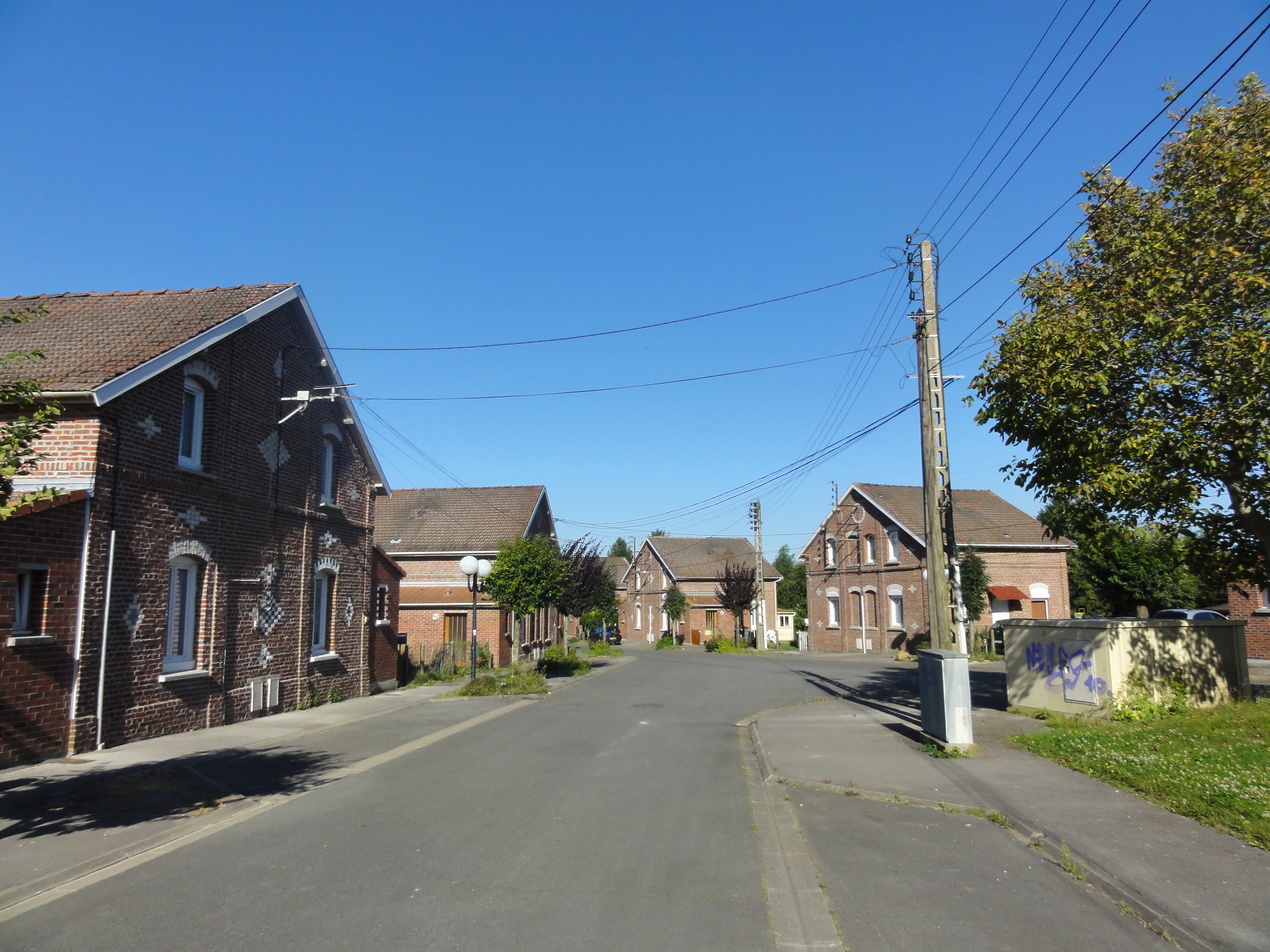
La cité no 9.
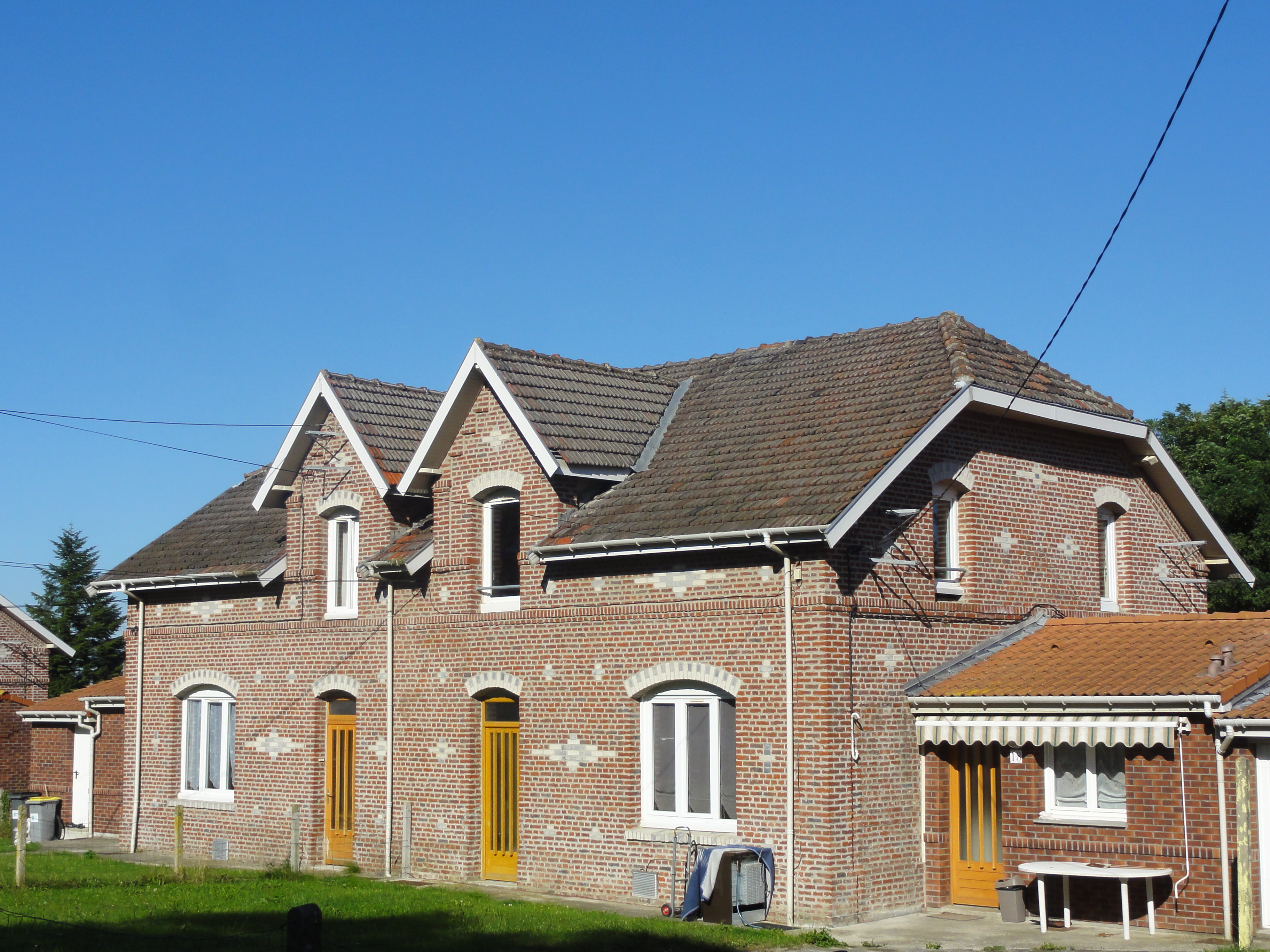
La cité no 9.

#### Autres lieux et monuments
- Les traces d'un ancien moulin.

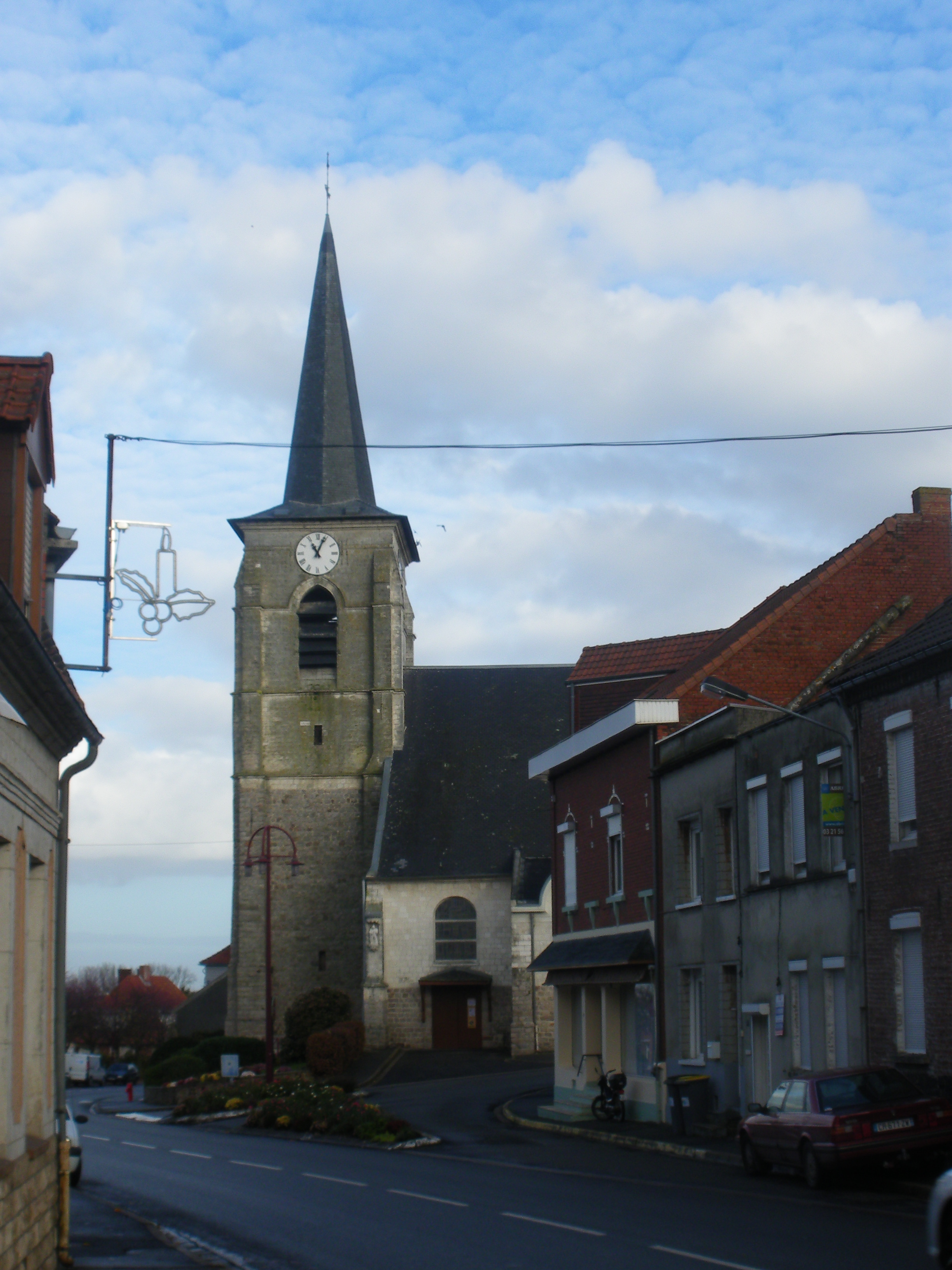
L'église Saint-Martin.

- Les souterrains-refuges utilisés pendant les guerres du XVIe siècle et du XVIIe siècle.
- L'église Saint-Martin reconstruite en 1772 avec des éléments du XVIe siècle : une niche XVe siècle sur un contrefort sud.
- Le monument aux morts[52].

### Héraldique
| Blason de Barlin | Blason  | Écartelé : aux 1er et 4e de gueules à la frette d'or, aux 2e et 3e fascé d'argent et de gueules de huit pièces au sautoir de sable brochant sur le tout. Ornements extérieursCroix de guerre 1914-1918 |
| Blason de Barlin | Détails | Adopté par la municipalité le 18 mars 1984. |

## Pour approfondir

#### Bases de données, dictionnaires et encyclopédies
- Ressources relatives à la géographie :   - Insee (communes)
  - Ldh/EHESS/Cassini
- Ressource relative à plusieurs domaines :   - Annuaire du service public français
- Ressource relative à la musique :   - MusicBrainz
- Notices d'autorité :   - BnF (données)